# Gianni Bono
Gianni Bono (Genova, 8 novembre 1949) è uno storico e studioso del fumetto italiano.

## Biografia
Inizia presto a occuparsi di fumetti quando, nel 1967, fonda con Nino Bernazzali il club "Gli amici del fumetto" e pubblica una fanzine, Comics World. appena maggiorenne divenne redattore della rivista Sgt. Kirk (1967) di Florenzo Ivaldi e del primo dizionario enciclopedico del fumetto, AZ Comics (1969); poi collaborò con il mensile Eureka della Editoriale Corno, allora diretta da Luciano Secchi e scrisse articoli per il quotidiano Il Secolo XIX.
Nel 1971 organizza la rassegna genovese "Le 3 giornate del fumetto". Nel 1972 scrive il saggio Appunti sul fumetto italiano del dopoguerra. Nel 1973 fonda e dirige IF immagini fumetti, rivista specializzata del settore di cui pubblica 45 numeri dal 1973 al 2003. Nel 1974 crea un gruppo di autori denominato Staff di If.
Dal 1975 al 1977 assume la direzione editoriale della Editrice Cenisio, che pubblica testate quali Tarzan, Rin Tin Tin, Furia e altre con i personaggi umoristici della Warner Bros.
Dal 1975 al 1992 pubblica su Tex la rubrica "Foto di famiglia" e su Akim "I Tarzanidi". Scrive le biografie di autori italiani per la statunitense The World Encyclopedia of Comics e per l'edizione italiana Enciclopedia mondiale del fumetto.
Nel 1978 è editore della Epierre, che pubblica varie testate di fumetti.
Nel 1983 realizza con Alfredo Castelli il Kodansha Comics Catalog.

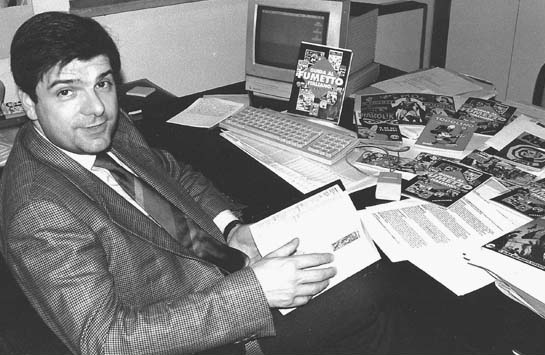
Gianni Bono nel 1992

Nel 1984, per il Salone Internazionale dei Comics di Lucca, cura "Fumetti Made in Italy", prima mostra antologica sugli autori italiani e il relativo catalogo. Dal 1982 collabora con Arnoldo Mondadori Editore, la Disney e la Mattel.
Nel 1992 è caporedattore di Topolino, assumendone per un paio di mesi anche la direzione (dicembre 1999-febbraio 2000). Nel 1994 è direttore culturale della rassegna milanese Cartoomics e redige la prima edizione della Guida al fumetto italiano. Nel 1997 scrive con Leonardo Gori il volume Dick Fulmine, l'avventura e avventure di un eroe italiano e, nel 1998, Tex un eroe per amico, entrambi per Federico Motta Editore. Dal 1999 collabora con Il Giornalino come consulente alla direzione.
Nel 2001 fonda le Edizioni IF, che pubblicano le ristampe cronologiche e definitive delle serie già edite da Sergio Bonelli Editore: Comandante Mark, Storia del West, Nick Raider, Mister No e Collana Araldo. Pubblicano anche la riedizione cronologica de Il grande Blek e Capitan Miki, celebri eroi del fumetto italiano creati dal trio EsseGesse e curati in questa riedizione da Graziano Origa con copertine inedite di Corrado Mastantuono. È stata portata avanti anche una serie su Tarzan.
Nel 2003 dà alle stampe la seconda edizione - completamente revisionata e a colori - della Guida al fumetto italiano.
Nel 2004, dopo due anni di lavoro, crea a Lucca il Museo italiano del fumetto e dell'immagine, redigendone il programma culturale e ideando i percorsi espositivi.
Nel 2005 cura per il Corriere della Sera le collane Topolino Story e I classici della letteratura Disney. Nel 2006 scrive con Pier Luigi Gaspa il volume Lucca i 40 ruggenti e, dal 2007, coordina il team creativo If IdeaPartners.
Dal 2008 è presidente del "Comitato nazionale per le celebrazioni di un secolo di fumetto italiano".
Nel 1995 gli viene assegnato in premio ANAFI "per aver realizzato con "Guida al fumetto italiano" un'opera della massima possibile completezza bibliografica e dotata di una struttura informatica aperta all'approfondimento totale".

## Opere
- 1994 - Guida al fumetto italiano